# Marielle Goitschel
Micheline Françoise Marielle Goitschel (ur. 28 września 1945 w Sainte-Maxime) – francuska narciarka alpejska, trzykrotna medalistka olimpijska, wielokrotna medalistka mistrzostw świata, trzykrotna zdobywczyni Małej Kryształowej Kuli Pucharu Świata. Siostra Christine Goitschel.

## Kariera
Pierwsze sukcesy w karierze Marielle Goitschel osiągnęła w 1962 roku, kiedy zdobyła dwa medale podczas mistrzostw świata w Chamonix. Najpierw wywalczyła srebrny medal w slalomie, rozdzielając na podium dwie Austriaczki: Marianne Jahn oraz Erikę Netzer. Następnie zwyciężyła w kombinacji, wyprzedzając Jahn i Netzer. Kolejne dwa medale zdobyła podczas rozgrywanych w 1964 roku igrzysk olimpijskich w Innsbrucku. Po pierwszym przejeździe slalomu zajmowała pierwsze miejsce, z przewagą 0,76 sekundy nad swą siostrą, Christine. W drugim przejeździe osiągnęła trzeci wynik, co dało jej drugi łączny czas, o 0,89 sekundy za siostrą i o 0,59 sekundy przed Jean Saubert z USA. Dwa dni później wywalczyła także złoty medal w slalomie gigancie, wyprzedzając na podium siostrę oraz Jean Saubert. Był to pierwszy w historii złoty medal olimpijski dla Francji w tej konkurencji. Igrzyska w Innsbrucku były równocześnie mistrzostwami świata, jednak kombinację rozegrano tylko w ramach drugiej z tych imprez. W konkurencji tej Goitschel również zwyciężyła, wyprzedzając dwie reprezentantki Austrii: Christl Haas i Edith Zimmermann. Największe sukcesy osiągnęła jednak na mistrzostwach świata w Portillo w 1966 roku, gdzie okazała się najlepsza w zjeździe, gigancie i kombinacji (w zjeździe w istocie zajęła drugie miejsce, ale zwycięstwo odniosła Erika Schinegger, która, jak się później okazało, była hermafrodytą i po kuracji została mężczyzną; złoty medal przyznano Goitschel oficjalnie w 1996 r. decyzją FIS). Zdobyła tam też srebrny medal w slalomie, w którym o 0,47 sekundy szybsza była jej rodaczka, Annie Famose. Brała także udział w igrzyskach w Grenoble w 1968 roku, zdobywając kolejny złoty medal, tym razem w slalomie. W obu przejazdach uzyskiwała drugie czasy, dało jej to jednak najlepszy łączny wynik i zwycięstwo, przed Kanadyjką Nancy Greene i Annie Famose. W rozgrywanej w ramach mistrzostw świata kombinacji Francuzka była druga, ulegając tylko Nancy Greene.
W Pucharze Świata zadebiutowała 8 stycznia 1967 roku w Oberstaufen, gdzie zajęła piąte miejsce w gigancie. Tym samym już w swoim debiucie wywalczyła pierwsze pucharowe punkty. Pierwsze podium w zawodach tego cyklu wywalczyła 11 stycznia 1967 roku w Grindelwald, zajmując trzecie miejsce w gigancie. Łącznie odniosła pięć zwycięstw w zawodach pucharowych: 18 i 19 stycznia 1967 roku w Schruns była najlepsza kolejno w slalomie i zjeździe, 3 marca w Sestriere wygrała zjazd, a 12 marca 1967 roku we Franconii, 6 stycznia 1968 roku w Oberstaufen i 28 marca 1968 roku w Rossland ponownie zwyciężała w slalomach. Najlepsze wyniki osiągnęła w sezonie 1966/1967, który ukończyła na drugim miejscu w klasyfikacji generalnej, a w klasyfikacjach zjazdu i slalomu zdobywała Małą Kryształową Kulę. Była też czwarta w klasyfikacji generalnej i najlepsza w slalomie w sezonie 1967/1968.
Dziesięciokrotnie zdobywała mistrzostwo Francji: w gigancie w latach 1963, 1965 i 1966, slalomie w latach 1962, 1964, 1965 i 1965 oraz kombinacji w latach 1964, 1965 i 1965. Ponadto kilkakrotnie wygrywała na zawodach SDS-Rennen w Grindelwald: giganta w 1963 roku, slalom rok później oraz slalom i kombinację w 1966 roku. Czterokrotnie wygrywała także na zawodach Arlberg-Kandahar-Rennen: kombinację w Garmisch-Partenkirchen w 1964 roku i St. Anton rok później oraz zjazd i kombinację w Sestriere w 1967 roku. Odniosła również trzy zwycięstwa w zawodach Critérium de la première neige w Val d’Isère: w slalomie w 1962 roku oraz slalomie i kombinacji w 1963 roku. W 1964 roku otrzymała nagrodę Skieur d’Or, przyznawaną przez Międzynarodowe Stowarzyszenie Dziennikarzy Narciarskich. W 1995 roku została odznaczona Legią Honorową.

## Osiągnięcia

### Igrzyska olimpijskie
| Miejsce | Dzień     | Rok  | Miejscowość | Konkurencja | Czas biegu | Strata | Zwyciężczyni        |
| ------- | --------- | ---- | ----------- | ----------- | ---------- | ------ | ------------------- |
| 2.      | 1 lutego  | 1964 | Innsbruck   | Slalom      | 1:29,86    | +0,89  | Christine Goitschel |
| 1.      | 3 lutego  | 1964 | Innsbruck   | Gigant      | 1:52,24    | –      | –                   |
| 10.     | 6 lutego  | 1964 | Innsbruck   | Zjazd       | 1:55,39    | +5,38  | Christl Haas        |
| 8.      | 10 lutego | 1968 | Grenoble    | Zjazd       | 1:40,87    | +2,08  | Olga Pall           |
| 1.      | 13 lutego | 1968 | Grenoble    | Slalom      | 1:25,86    | –      | –                   |
| 7.      | 15 lutego | 1968 | Grenoble    | Gigant      | 1:51,97    | +4,12  | Nancy Greene        |

### Mistrzostwa świata
| Miejsce | Dzień       | Rok  | Miejscowość | Konkurencja | Czas biegu | Strata     | Zwyciężczyni        |
| ------- | ----------- | ---- | ----------- | ----------- | ---------- | ---------- | ------------------- |
| 4.      | 11 lutego   | 1962 | Chamonix    | Gigant      | 1:41,53    | +0,35      | Marianne Jahn       |
| 2.      | 14 lutego   | 1962 | Chamonix    | Slalom      | 1:34,84    | +1,46      | Marianne Jahn       |
| 11.     | 17 lutego   | 1962 | Chamonix    | Zjazd       | 2:09,08    | +6,47      | Christl Haas        |
| 1.      | 14 lutego   | 1962 | Chamonix    | Kombinacja  | 41,13 pkt  | –          | –                   |
| 2.      | 1 lutego    | 1964 | Innsbruck   | Slalom      | 1:29,86    | +0,89      | Christine Goitschel |
| 1.      | 3 lutego    | 1964 | Innsbruck   | Gigant      | 1:52,24    | –          | –                   |
| 10.     | 6 lutego    | 1964 | Innsbruck   | Zjazd       | 1:55,39    | +5,38      | Christl Haas        |
| 1.      | 6 lutego    | 1964 | Innsbruck   | Kombinacja  | 34,82 pkt  | –          | –                   |
| 2.      | 5 sierpnia  | 1966 | Portillo    | Slalom      | 1:30,48    | +0,47      | Annie Famose        |
| 1.      | 8 sierpnia  | 1966 | Portillo    | Zjazd       | 1:33,42    | –          | –                   |
| 1.      | 11 sierpnia | 1966 | Portillo    | Gigant      | 1:22,64    | –          | –                   |
| 1.      | 11 sierpnia | 1966 | Portillo    | Kombinacja  | 8,76 pkt   | –          | –                   |
| 8.      | 10 lutego   | 1968 | Grenoble    | Zjazd       | 1:40,87    | +2,08      | Olga Pall           |
| 1.      | 13 lutego   | 1968 | Grenoble    | Slalom      | 1:25,86    | –          | –                   |
| 7.      | 15 lutego   | 1968 | Grenoble    | Gigant      | 1:51,97    | +4,12      | Nancy Greene        |
| 2.      | 15 lutego   | 1968 | Grenoble    | Kombinacja  | 16,31 pkt  | +19,69 pkt | Nancy Greene        |

### Puchar Świata

#### Miejsca w klasyfikacji generalnej
- sezon 1966/1967: 2.
- sezon 1967/1968: 4.

#### Miejsca na podium
1. Grindelwald – 11 stycznia 1967 (gigant) – 3. miejsce
2. Schruns – 18 stycznia 1967 (zjazd) – 1. miejsce
3. Schruns – 19 stycznia 1967 (slalom) – 1. miejsce
4. Saint-Gervais – 26 stycznia 1967 (slalom) – 2. miejsce
5. Saint-Gervais – 28 stycznia 1967 (gigant) – 2. miejsce
6. Sestriere – 3 marca 1967 (zjazd) – 1. miejsce
7. Franconia – 12 marca 1967 (slalom) – 1. miejsce
8. Jackson Hole – 26 marca 1967 (slalom) – 2. miejsce
9. Oberstaufen – 6 stycznia 1968 (slalom) – 1. miejsce
10. Grindelwald – 10 stycznia 1968 (gigant) – 2. miejsce
11. Grindelwald – 11 stycznia 1968 (slalom) – 3. miejsce
12. Bad Gastein – 18 stycznia 1968 (slalom) – 2. miejsce
13. Aspen – 15 marca 1968 (zjazd) – 3. miejsce
14. Aspen – 17 marca 1968 (gigant) – 2. miejsce
15. Rossland – 28 marca 1968 (slalom) – 1. miejsce